# Cadours
 Cadours  es una población y comuna francesa, en la región de Mediodía-Pirineos, departamento de Alto Garona, en el distrito de Toulouse y cantón de Cadours.

## Demografía
| 687 | 737 | 776 | 687 | 694 | 696 |
| Para los censos de 1962 a 1999 la población legal corresponde a la población sin duplicidades (Fuente: INSEE [Consultar]) |     |     |     |     |     |

## Monumentos

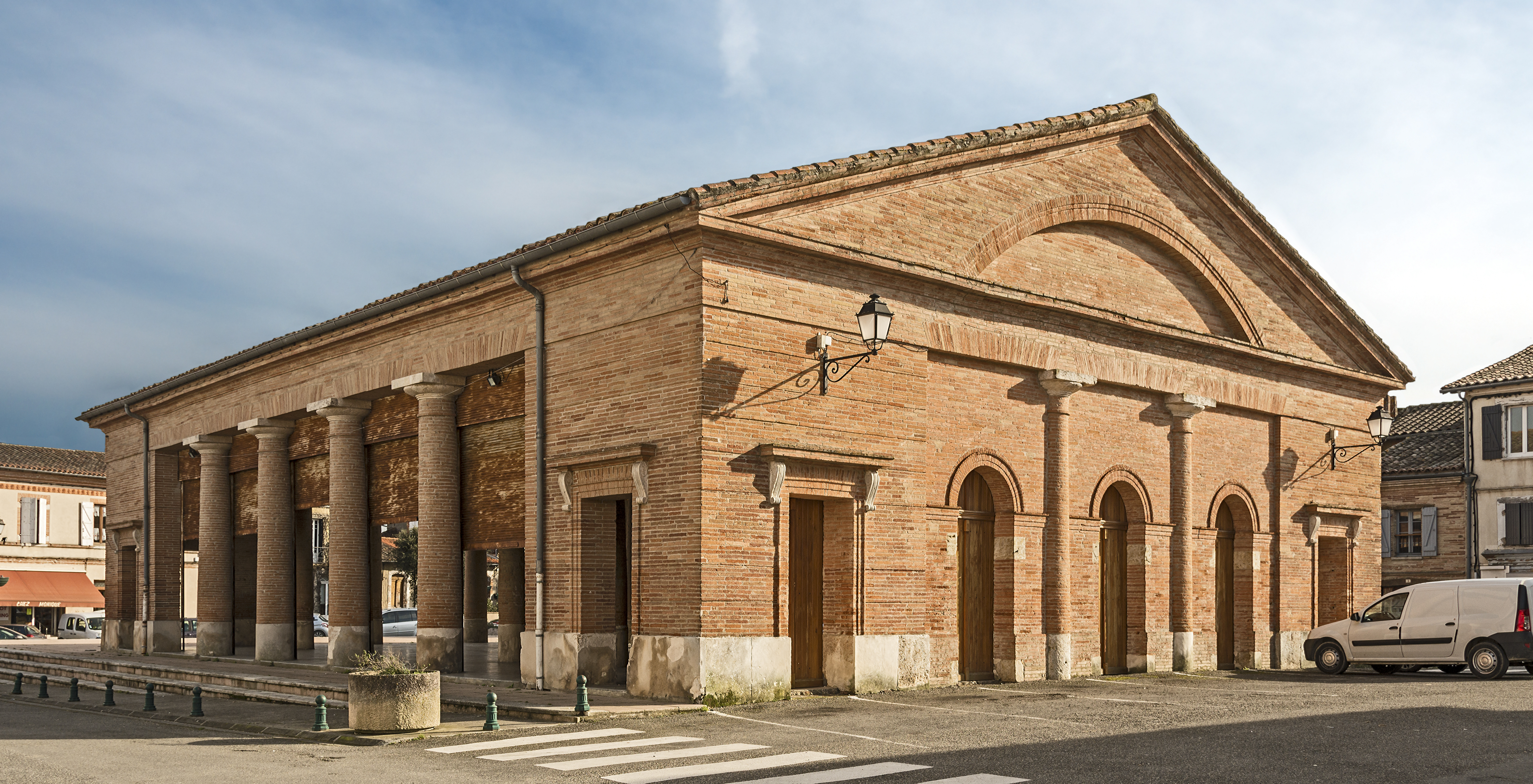
sala de mercado.
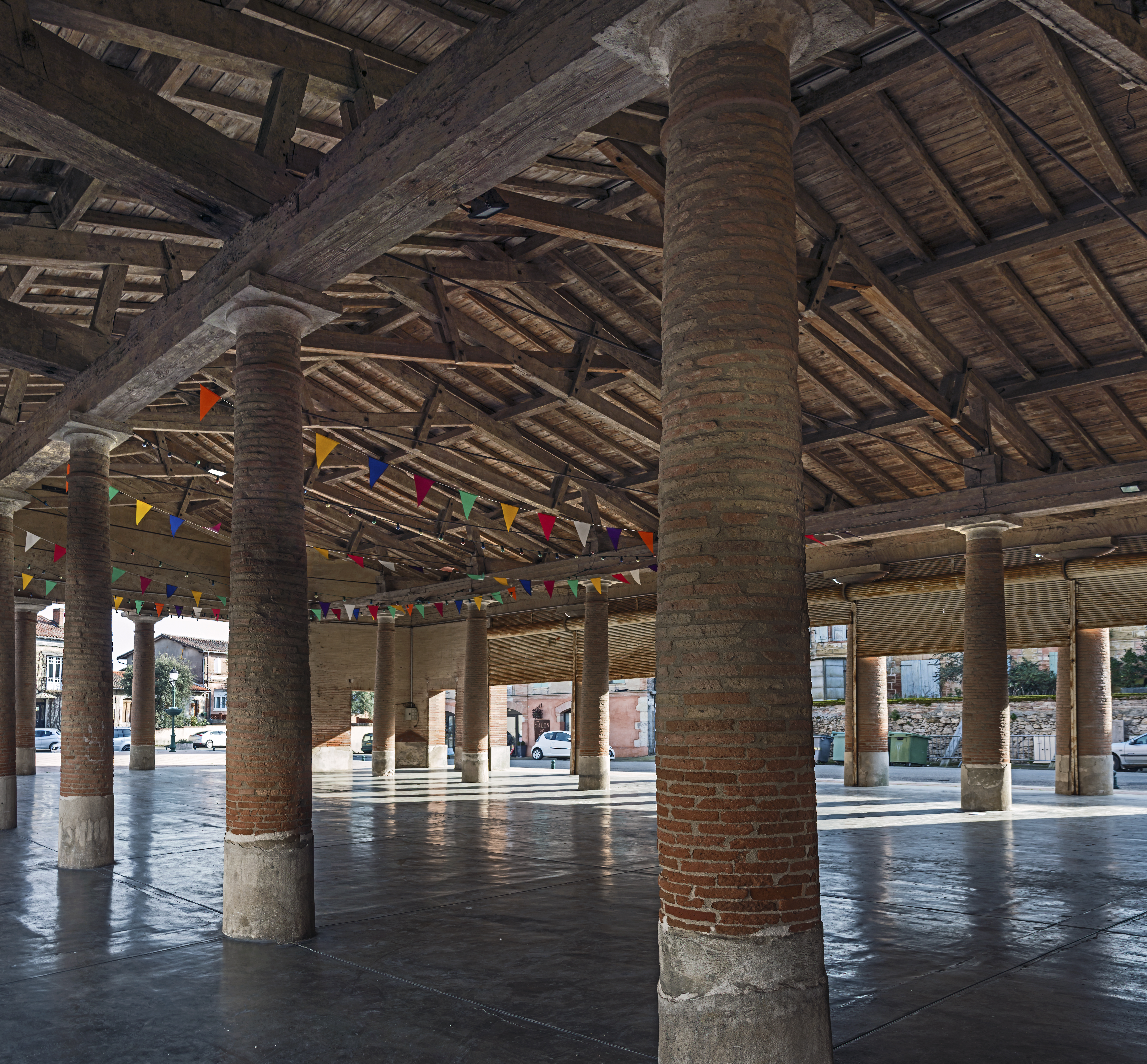
Dentro de la sala de mercado.
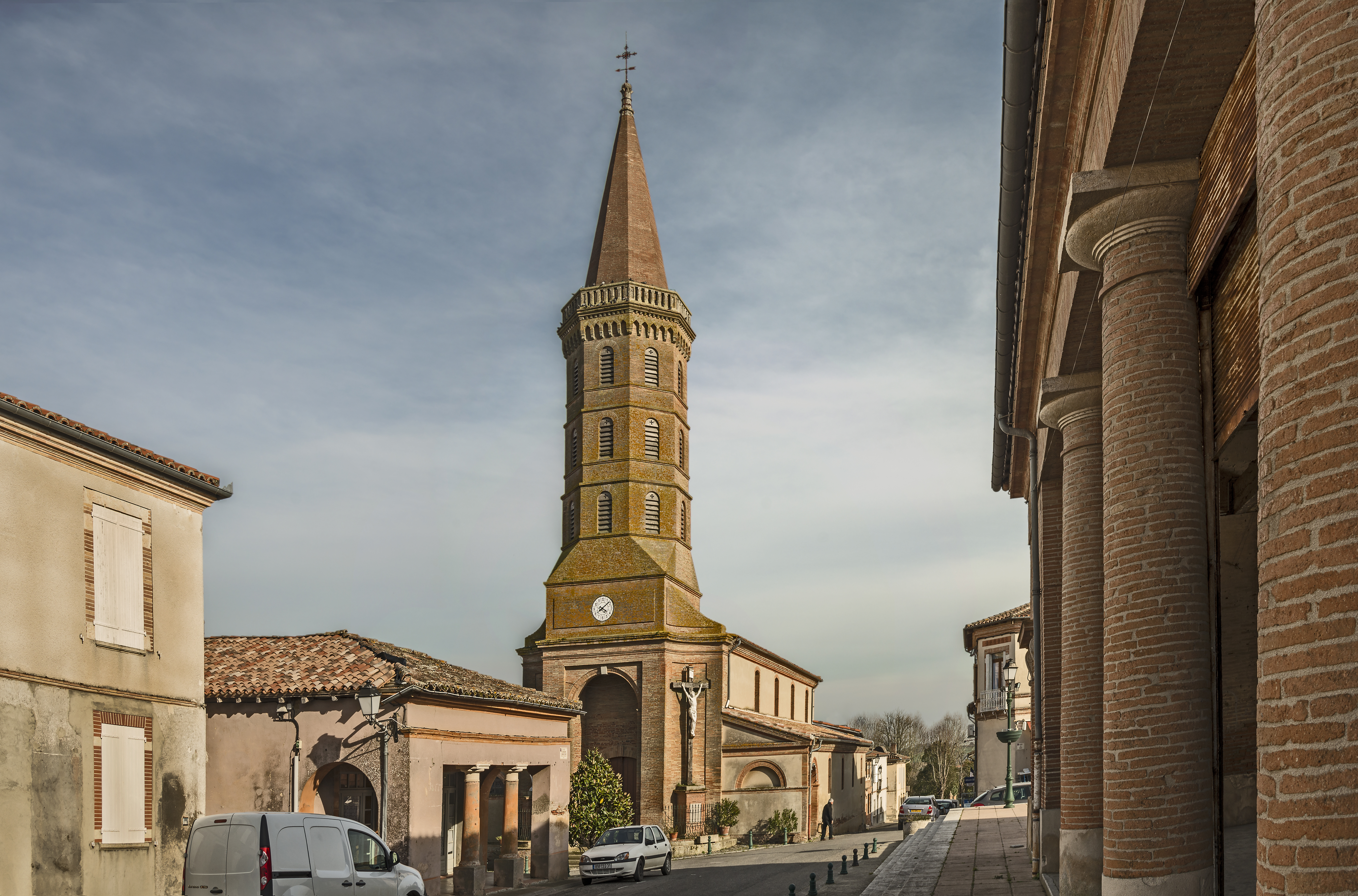
La Iglesia.
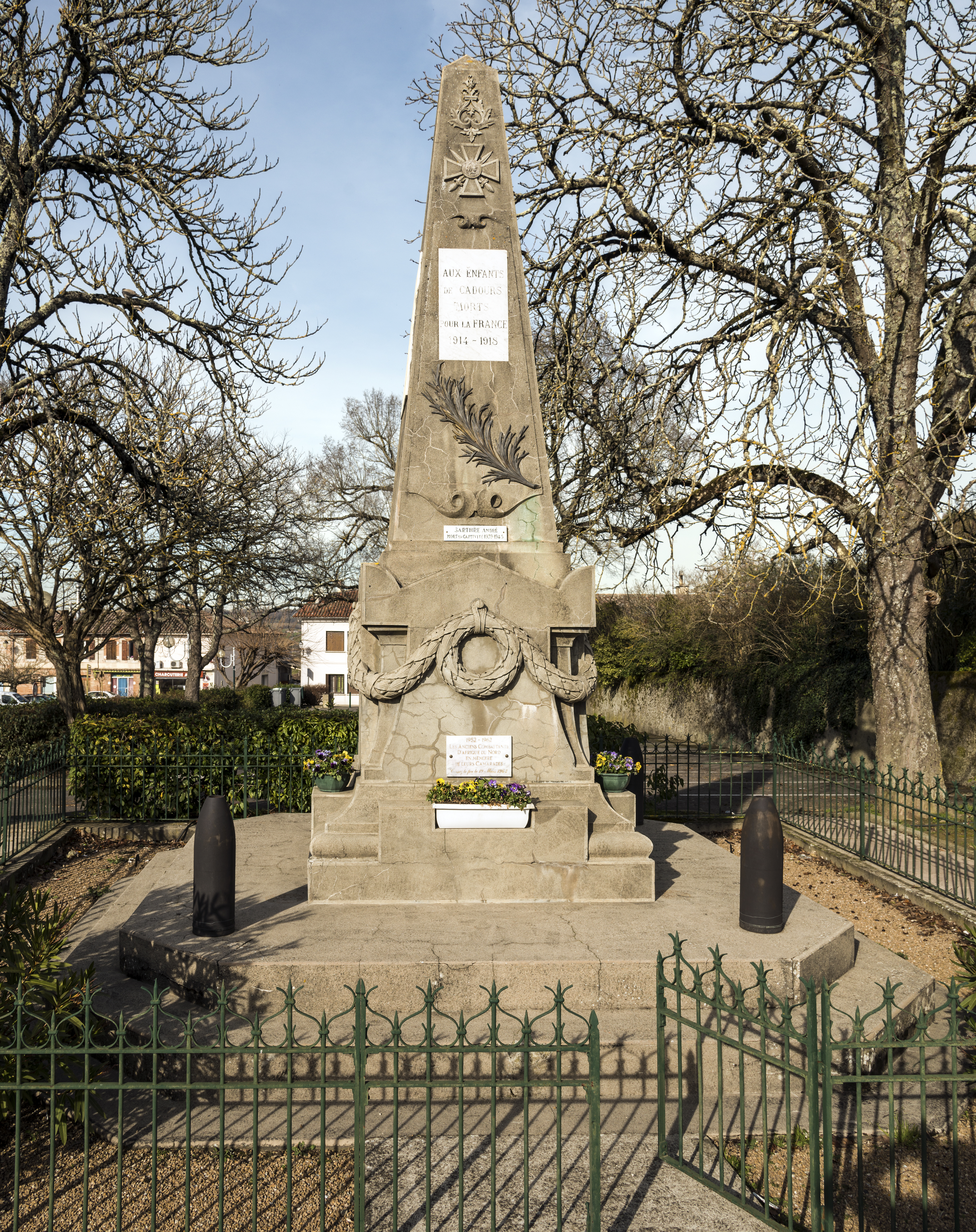
El monumento de la guerra.